# チャールズ・フォーギー
チャールズ・L・フォーギー（英語：Charles L. Forgy、1949年12月12日 - ）は、Reteアルゴリズムの開発で知られる計算機科学者。Reteアルゴリズムは自身のOPS5その他のプロダクションシステム言語で使われ、エキスパートシステム構築に貢献した。

## 初期の業績と Rete アルゴリズム
テキサス州に生まれたフォーギーは、ダラスの高校を卒業後、アーリントンカレッジ（現テキサス大学アーリントン校）に進学し、数学を学んで1972年に卒業した。その後、人工知能の研究拠点として知られていたピッツバーグのカーネギー工科大学（現カーネギーメロン大学）に進学。妻となる女性ともそこで出会い、1977年に結婚。アレン・ニューウェルに師事し、Reteアルゴリズムの研究で1979年に博士号を取得。70年代末から80年代初期にかけてDECのマシン上で開発されたXCONには直接参加しなかったが、後にそのシステムにReteアルゴリズムが採用され、高速化に寄与した。XCONでは初期のOPS（Official Production System）が使われ、それがOPS2、さらにはOPS5へと進化していった。XCONはDECがシステム構成エキスパートシステムとして使い、毎年100万ドル以上のコスト削減効果があったとされている。XCON は John P. McDermott が指揮し、後にDECが改良を加えていったもので、最終的には1万個以上の規則を内蔵していた。Reteアルゴリズムは当時の他のシステムに比較すると3000倍も高速だった。Reteアルゴリズムの開発はアメリカ国防総省の資金提供で行われたため、パブリックドメインとされた。

## Rete II と Rete III
フォーギーはカーネギーメロンに研究者として残り、OPS5の改良に携わった。1983年、Production Systems Technologies という企業を創設し、Reteを改良したソフトウェア製品 "Rete II" を開発販売した。Rete II はオリジナルの Rete アルゴリズムの50倍から100倍の性能を発揮した（規則やオブジェクトの複雑さによって効果は異なり、複雑なほど効果が大きい）。Rete II は CLIPS/R2 や OPSJ などにも採用された。2002年、Rules Power というワークフロー管理企業の創設にも加わった。そのころフォーギーはさらなる改良を加えた Rete III を開発していた。

## その後の開発
2005年、RulesPower はフェア・アイザックに買収され、Rete III のライセンスも同社のビジネスルール製品 Blaze Advisor に採用された。Rete II の権利はフォーギーが所有し続けており、自身の会社 Production Systems Technologies も OPSJ などの Rete II を使った製品を販売している。